# أحداث الحوض المنجمي
أحداث الحوض المنجمي أو انتفاضة الحوض المنجمي أو كذلك إضرابات قفصة هي حركة احتجاجية واسعة وقعت في جهة الحوض المنجمي في الجنوب الغربي التونسي قرابة الستة أشهر في 2008، وشملت خاصة مدن الرديف والمتلوي وأم العرائس والمظيلة في ولاية قفصة، وواجهت قمعا شديدا.

هذه الأحداث شملت الحوض المنجمي في قفصة، الغني بمادة الفوسفات، والواقع على بعد 350 كم من تونس العاصمة، في جهة بها مستويات عالية من البطالة والفقر. هذه الأحداث تعتبر الأوسع والأكبر التي شهدتها تونس منذ أحداث الخبز في 1984، ومنذ وصول الرئيس زين العابدين بن علي للحكم في 1987.

قمعت السلطات بشدة هذه التحركات الاحتجاجية السلمية ذات الطابع الاجتماعي والتي شارك فيها شريحة واسعة من سكان المنطقة، مما خلف عدة قتلى ومئات المعتقلين، إلى جانب تعذيب الناشطين الحقوقيين والجمعياتيين والنقابيين والصحفيين الذين حكم عليهم بأحكام كبيرة بالسجن.

يعتبر البعض هذه الاحتجاجات كبداية للمسار الطويل الذي أدى للثورة التونسية في ديسمبر 2010 التي أسقطت النظام القائم. ضحايا هذه الاحتجاجات اعتبروا من ضحايا الثورة عبر المرسوم 97.

## النتائج

### ما بعد ذلك
قالب:قسم فارغ تونس

## مقالات ذات صلة
- أحداث قفصة.